# 62071 Voegtli
62071 Voegtli è un asteroide della fascia principale. Scoperto nel 2000, presenta un'orbita caratterizzata da un semiasse maggiore pari a 2,5447896 au e da un'eccentricità di 0,2022567, inclinata di 12,97068° rispetto all'eclittica.
L'asteroide è dedicato al fisico svizzero Christian Voegtli.